# Kespukwitk
Kespukwitk (Gespogoitg), jedan od sedam distrikata Micmac Indijanaca u kanadskoj provinciji Nova Škotska. 
Na području distrikta žive danas dvije od njihovih suvremenih bandi ili 'prvih nacija', Muin Sipu (Bear River First Nation) i Malikiaq (Acadia First Nation).